# Silvermal
Silvermal (Schilbe mystus) är en fiskart som först beskrevs av Carl von Linné 1758.  Silvermal ingår i släktet Schilbe och familjen Schilbeidae. IUCN kategoriserar arten globalt som livskraftig. Inga underarter finns listade i Catalogue of Life.